# Bela IV.
Bela IV. (mađ. IV. Béla) (Komoransko-ostrogonska županija, Mađarska, 29. studenoga 1206. – kraj Budima, 3. svibnja 1270.), hrvatsko-ugarski kralj (1235. – 1270.) iz dinastije Arpadovića. Bio je jedan od najvećih vladara iz dinastije i obnovitelj kraljevstva nakon velike provale Mongola 1241. godine. Značajan je i njegov doprinos nastajanju i razvitku slobodnih kraljevskih gradova, među njima i Zagreba, koji je dobio te povlastice Zlatnom bulom kralja Bele IV. 1242. godine.

## Životopis

### Rane godine i uprava nad Hrvatskom
Bela IV. je bio prvorođeni sin kralja Andrije II. (1205. – 1235.) i kraljice Gertrude Andechs-Meranski. Majka mu je ubijena u pobuni mađarskih velikaša 1213. godine, zbog velikog utjecaja nje i njenih njemačkih rođaka na politiku kraljevstva.
Nedugo po povratku iz križarskog rata, Andrija II. je dao okruniti svoga sina Belu za "mlađeg kralja" (rex Hungariae junior), a povjerio mu je i Hrvatsku na upravu uz naslov hrvatskog hercega, gdje je imao svoj zasebni dvor i vladao gotovo kao kralj. Tijekom ratnog pohoda (1217. – 1218.), otac mu je za suprugu odabrao nicejsku princezu Mariju Laskaris, s kojom je Bela živio u sretnom braku.
Godine 1226. izbio je sukob između hercega Bele i njegova oca, kralja Andrije II., koji je razriješen tako da se Bela odrekao herceške vlasti, koju je primio njegov mlađi brat Koloman, a sam je postao suvladar uz svog oca.

### Vladavina Bele IV.
Godine 1235. umro je hrvatsko-ugarski kralj Andrija II. i naslijedio ga je njegov sin Bela IV. koji je naumio vratiti pali ugled kraljevstva. Kada je dvadesetogodišnja ugarska kraljica Beatrica d'Este, Belina maćeha, nakon smrti svoga muža Andrije II. objavila da je trudna Bela ju je dao zatočiti. Ona je, preobučena u muškarca, uspjela pobjeći u Njemačku pa u Italiju, gdje je rodila Stjepana Postuma na dvoru svog ujaka u Veneciji. Bela i njegov brat Koloman tvrdili su da je njezin sin plod bračne nevjere i nikad ga nisu priznali kao brata.
Bela je dokinuo zasebnu krunidbu za hrvatskog i za ugarskog vladara, te se prvi okrunio jednom istom ceremonijom i krunom za hrvatskog i ugarskog kralja. Odmah po preuzimanju krune posvetio se jačanju kraljevske vlasti pa je vratio kruni sva ona imanja koja je njegov otac razdijelio ili su ih se plemići domogli na nepošten način. Naredio je da svi svoje zahtjeve moraju predati u obliku pisane molbe i čekati rješenja, a ne kao dotad usmeno izlagati svoje slučajeve i odmah tražiti odgovor. Time je uvrijedio većinom nepismene velikaše. Dodatno ih je uvrijedio kada im je zabranio (izuzev biskupima i najvišim državnim dužnosnicima) sjedenje u kraljevoj prisutnosti.

### Provala Mongola u Ugarsku i Hrvatsku
Mongolska plemena ujedinio je početkom 13. stoljeća Džingis-kan (1206. – 1227.) i započeo osvajanja po središnjoj Aziji. Njegov nasljednik kan Ogotaj (1229. – 1241.) je poslao 1237. godine vojsku pod zapovjedništvom nećaka Batu kana na osvajački pohod na Europu. U Ugarskoj su se 1239. pred Mongolima sklonili Kumani, a kralj Bela ih je pristao primiti pod uvjetom da se pokrste. Mongoli su zatražili od kralja Bele da im izruči njihove odbjegle podanike, a kada je Bela to odbio, najavili su mu rat. 
Batu-kan je provalio u Ugarsku s oko 150.000 vojnika, te je 11. travnja 1241. godine došlo do bitke na rijeci Šajo kod Miškolca. Kraljevska je vojska pretrpjela težak poraz, a kralj je pobjegao u Austriju na dvor austrijskog vojvode Fridrika II., a potom je s obitelji otišao u Zagreb. U međuvremenu, njegov je brat, herceg Koloman umro u Čazmi od teških rana zadobivenih u bici protiv Mongola.  
Bela je zatražio pomoć od europskih vladara, no nitko se nije odazvao. Mongoli su u veljači 1242. godine prešli Dunav i Dravu, te poharali Ugarsku i Hrvatsku. Bela se pred njima povukao u Dalmaciju i sklonio se u tvrde gradove Klis, Split i Trogir, koje Mongoli nisu uspjeli zauzeti. Tijekom opsade Trogira, Bela se sklonio na obližnje dalmatinske otoke. Uto je u ožujku stigla vijest o smrti velikog kana Ogotaja, pa su se mongolske čete pod zapovjedništvom Batu-kana i Kadana vratile natrag u Aziju, putem pustošeći i paleći po Bosni, Srbiji, Bugarskoj i južnoj Rusiji. Tijekom mongolske invazije u Dalmaciji (1242.), u Klisu, su preminule dvije malodobne Beline kćeri, princeze Margareta i Katarina, čiji su zemaljski ostaci pohranjeni u maleni sarkofag i postavljeni iznad ulaza u splitsku katedralu, gdje se i danas nalaze.
Kralj se po prestanku ratne prijetnje vratio u Ugarsku. Država je bila poharana i opustošena, državna organizacija oslabljena te je nakon odlaska Mongola zavladala je glad i kuga. 
Radi bolje organizacije obrane od provale Mongola ili drugih neprijatelja Bela IV. je učinio ustupke stanovništvu. Godine 1242. izdao Zlatnu bulu, kojom je zagrebački Gradec oslobođen različitih poreza, omogućena mu je samouprava i izravno bio podvrgnut samo kralju, odnosno taverniku (predstojniku kraljevske komore) uz uvjet da izgradi čvrste zidine. 
Radi bolje obrane kraljevstva, a uvidjevši da su tvrdi gradovi bili jedina zaštita narodu, kralj Bela IV. počeo je podizati gradove, a poticao je i crkvene te svjetovne velikaše da ih podižu. Da bi ponovno oživio opustjelu zemlju, poticao je useljavanje stranaca, osobito Nijemaca, kojima je dijelio povlastice.). Vraćajući se iz Trogira u Ugarsku, hrvatsko-ugarski kralj je doveo u okolicu Budima i Pešte prve značajnije zajednice hrvatskih naseljenika.
Počeo je i razvoj gradova, koji su kraljevim povlasticama postali slobodni kraljevski gradovi, te dobili pravo da sami biraju svoju upravu. Kralj je povlasticu slobodnog kraljevskog grada u Hrvatskoj dodijelio gradovima Samoboru, Križevcima i Jastrebarskom, i zagrebačkom Gradecu, a ranije su je stekli Varaždin, Vukovar, Virovitica i Petrinja. Sačuvana je Zlatna bula iz 1242. godine, kojom je zagrebački Gradec uzdignut na počast slobodnog kraljevskog grada sa svim pripadajućim pravima, među kojima je najvažnije bilo da je bio, kao i ostali takvi gradovi, oslobođen i izuzet od vlasti samovolje velikaša.

### Ratovi
Čim je prošla mongolska opasnost, kralj Bela je 1242. godine zaratio s austrijskim vojvodom Fridrikom II. Babenbergovcem i povratio tri županije, koje mu je vojvoda oteo za vrijeme mongolske provale, a odmah potom se zaratio s Mletačkom Republikom zbog Zadra. U Zadru je odmah po dolasku kraljevske vojske izbila pobuna protiv mletačke vlasti, no vojska pod zapovjedništvom hercega i bana Dionizija bila je ljeti 1243. godine potučena pod Zadrom pa je grad opet došao pod mletačku vlast. Kralj je nakon toga bio primoran sklopiti mir s Venecijom (1244.) i odreći se Zadra, a Mletačka Republika se obvezala da više neće podržavati Stjepana Postuma, sina kralja Andrije II. iz braka s Beatricom, kojem je kralj poricao zakonito podrijetlo. Zadrani su morali pristati na vrlo teške uvjete mira s Mlečanima, nisu se smjeli ženiti u Hrvatskoj, a kneza im su im slali Mlečani.
U međuvremenu je Dalmaciji je izbio pravi rat između Splita i Trogira oko sela Ostroga. Iako je Bela IV. Trogiranima potvrdio posjed sela, Splićani su se obratili za pomoć bosanskom banu Mateju Ninoslavu. Takav je razvoj događaja zabrinuo kralja. Sam je krenuo na Bosnu i porazio bana, te ga prisilio da prizna njegovu vrhovnu vlast. Split je pak porazila kraljeva vojska, a grad je morao prihvatiti kraljeva čovjeka za kneza. 
Nakon pogibije austrijskog vojvode Fridrika II., koji nije ostavio muškog potomka, izbio je sukob između Hrvatsko-Ugarske kraljevine i Češke za austrijsko nasljeđe. Rat se završio dogovorom, kojim je Bela IV. stekao Štajersku, gdje je za vladara postavio svog sina Stjepana, kojeg je još 1245. okrunio za kralja. No ubrzo je izbio ustanak protiv ugarske vlasti, a ustanici su zatražili pomoć češkog kralja Premysla Otakara II. Ugarske su čete u novom ratu pretrpjele poraz, pa se kralj odrekao Štajerske. Češki je vladar stekao Korušku i Kranjsku, a pred Belinu smrt je provalio i u Hrvatsko zagorje.
Nakon provale Mongola, ojačalo plemstvo je plemstvo u Ugarskoj i Hrvatskoj, čije je jačanje posredno i sam kralj podupirao. Dijelio im je velike posjede uz obvezu vojne službe, bojeći se mongolske provale. Velikaši su održavali vojsku, kojom su se služili i u privatne svrhe, pa su kraljeve mjere postigle uspjeh, ali su ujedno oslabile kraljevsku vlast. Slabljenju kraljevske vlasti pridonio je i sukob Bele i njegova sina Stjepana, u kojem je Stjepan pobijedio i 1265. godine izvojevao za sebe neograničena kraljevska prava. Otada je država imala dva kralja, dva kraljevska dvora i dvije središnje vlade, a problem je dodatno pogoršavala i činjenica da je i kraljev mlađi sin Bela, kao hrvatski herceg (1261. – 1269.), imao punu kraljevsku vlast i samostalnost na području Hrvatske. Zabrinuto jačanjem velikaša, niže plemstvo je zatražilo od oba kralja da im potvrde njihove privilegije čemu su oni i udovoljili 1267. godine. Međutim kraljevska je vlast usprkos tome slabila.

## Reforme kralja Bele IV.
Oko 1260. godine, kralj Bela je učinio velike promijene u upravi hrvatskih zemalja. Odredio je da u Hrvatskoj vlada herceg (dux totius Sclavoniae, Croatiae et Dalmatiae) od kraljevskog roda, kojemu je dodijelio dva bana: slavonskog i hrvatsko-dalmatinskog. Također, naredio je da ako ne bi bilo hercega kraljevske krvi, tada bi tu dužnost obnašao slavonski ban s naslovom "cijele Slavonije" (totius Sclavoniae), a njemu se morao pokoravati hrvatsko-dalmatinski ban koji je katkad ima i naslov "primorskog bana" (banus maritimus). Time je hrvatsko kraljevstvo podijeljeno u dva zasebna politička i upravna teritorija: u Kraljevinu Dalmaciju i Hrvatsku na jugu i Kraljevinu Slavoniju na sjeveru. Ta će se razdioba održati sve do 16. stoljeća.
Radi obrane ugarske i hrvatske granice od Srba, utemeljio je Mačvansku banovinu (banatus de Machow), koja se prostirala na području današnje sjeverozapadne Srbije. Bosnu je također razdijelio na dva dijela: banovinu Bosnu, u kojoj je na vlasti ostavio potomke bana Mateja Ninoslava, te na Usoru (sa Solima).
Kralj Bela IV. umro je 3. svibnja 1270., a naslijedio ga je sin Stjepan V.

## Poveznice
- Zlatna bula Bele IV.

## Vanjske poveznice
|  | Zajednički poslužitelj ima još gradiva o temi Bela IV. |

- Bela IV (king of Hungary) (engl.)
- Bela IV. Hrvatska enciklopedija
- Bela IV. Proleksis enciklopedija

| Prethodnik:                 | hrvatsko-ugarski kralj (1235. – 1270.) | Nasljednik:                |
| Andrija II. (1205. – 1235.) | hrvatsko-ugarski kralj (1235. – 1270.) | Stjepan V. (1270. – 1272.) |

| Prethodnik:                 | hrvatski herceg (1220. – 1226.) | Nasljednik:                       |
| Andrija II. (1197. – 1205.) | hrvatski herceg (1220. – 1226.) | Koloman Arpadović (1226. – 1241.) |